# Misogada bleura
Misogada bleura är en fjärilsart som beskrevs av William Schaus 1915. Misogada bleura ingår i släktet Misogada och familjen tandspinnare. Inga underarter finns listade i Catalogue of Life.